# Алгебраїчна теорія чисел
Алгебраїчна теорія чисел — це розділ теорії чисел, який використовує методи абстрактної алгебри для вивчення цілих й раціональних чисел та їх узагальнень.
Теоретико-числові питання виражаються в термінах властивостей алгебраїчних об'єктів, таких як алгебраїчні числові поля та кільця цілих чисел, скінченні поля та поля функцій. Ці властивості, такі як єдиність факторизації кільця, поведінка ідеалів, групи Галуа полів, дають можливість розв'язати важливі питання в теорії чисел, наприклад, існування розв'язків діофантових рівнянь.

## Історія алгебраїчної теорії чисел

### Діофант
Теорія алгебраїчних чисел бере свій початок від діофантових рівнянь, названих на честь александрійського математика III ст. Діофанта, який вивчав їх і розробив методи розв'язання деяких видів діофантових рівнянь. Типовою задачею Діофанта є пошук двох цілих чисел {\displaystyle x} та {\displaystyle y} таких, що їх сума та сума їх квадратів відповідно дорівнюють двом заданим числам {\displaystyle A} і {\displaystyle B}:
{\displaystyle A=x+y,\ }
{\displaystyle B=x^{2}+y^{2}.\ }
Діофантові рівняння вивчалися протягом тисячоліть. Наприклад, розв'язки квадратного рівняння Діофанта {\displaystyle x^{2}+y^{2}=z^{2}} визначаються піфагоровими трійками і були відомі ще вавилонянам (близько 1800 до н. е.). Розв'язки лінійних діофантових рівнянь, наприклад {\displaystyle 26x+65y=13}, можна знайти за допомогою алгоритму Евкліда (V ст. до н. е.).
Основною роботою Діофанта була книжка Арифметика, з якої збереглася лише частина.

### Ферма
Велика теорема Ферма була вперше сформульована П'єром де Ферма в 1637 році на полях копії книжки Арифметика, де він стверджував, що у нього є доведення, яке занадто велике, щоб помістити на полях.
До 1995 року не було опубліковано жодного успішного доведення, незважаючи на зусилля багатьох математиків протягом 358 років.
Нерозв'язана проблема стимулювала розвиток алгебраїчної теорії чисел у XIX столітті та доведення теореми про модулярність в ХХ столітті.

### Гаусс
Одна з основоположних робіт в алгебраїчній теорії чисел — Disquisitiones Arithmeticae (з лат. арифметичні дослідження) — це підручник з теорії чисел, написаний Карлом Фрідріхом Гауссом латинською мовою в 1798 році, коли Карлу був 21 рік, і вперше опублікований 1801 року, коли йому було 24 роки. У цій книзі Гаусс зібрав результати з теорії чисел, що були отримані такими математиками як Ферма, Ейлер, Лагранж та Лежандр, а також додав нові важливі власні результати. До публікації Disquisitiones теорія чисел складалася із ізольованих теорем та гіпотез. Гаусс систематизував роботи своїх попередників разом та поєднав їх з власними оригінальними результатами, заповнив прогалини, виправив хибні доведення та розширив предмет досліджень у багатьох напрямках.
Disquisitiones стала відправною точкою для робіт інших європейських математиків дев'ятнадцятого століття, зокрема Ернста Кумера, Йоганна Петера Густава Лежена-Діріхле та Ріхарда Дедекінда. Багато із анотацій, зроблених Гауссом, фактично були анонсами його подальших досліджень, деякі з яких залишилися неопублікованими. Мабуть, для його сучасників вони здавалися особливо загадковими, а тепер їх можна зустріти у низці теорій, зокрема, в теоріях {\displaystyle L}-функції та еліптичних кривих.

### Діріхле
У деяких роботах 1838 та 1839 років Йоганн Петер Густав Лежен-Діріхле довів формулу кількості класів для квадратичних форм (пізніше її удосконалив його студент Леопольд Кронекер).
Формула, яку Якобі називав результатом «на межі людських здібностей», відкрила шлях до аналогічних результатів у випадку більш загальних числових полів. На основі його дослідження структури груп оборотних елементів квадратичних полів він довів теорему Діріхле про оборотні елементи — фундаментальний результат в алгебраїчній теорії чисел.
Він вперше застосував принцип Діріхле, основний принцип підрахунку, в доведенні теореми в діофантовій апроксимації, який згодом був названий на його честь теоремою Діріхле про діофантові наближення. 
Він опублікував важливий внесок в велику теорему Ферма, в якому він довів випадки {\displaystyle n=5} і {\displaystyle n=14}, а також закон взаємності четвертого порядку. Проблема дільників Діріхле, для якої він знайшов перші результати, все ще залишається нерозв'язною проблемою в теорії чисел, незважаючи на пізніші внески інших дослідників.

### Дедекінд
Вивчення Ріхардом Дедекіндом робіт Лежена Діріхле привело його до подальшого вивчення полів та ідеалів алгебраїчних чисел. У 1863 році він опублікував лекції Лежена Діріхле з теорії чисел під назвою Vorlesungen über Zahlentheorie («Лекції з теорії чисел»), про які Едвардс (1983) написав наступне:
«Хоча книга, безумовно, базується на лекціях Діріхле i сам Дедекінд впродовж усього свого життя називав книгу лекціями Діріхле, сама книга була повністю написана Дедекіндом в основному вже після смерті Діріхле».
Видання Vorlesungen 1879 і 1894 років включали додатки, де було введено поняття ідеалу, яке є фундаментальним для теорії кілець.
(Термін «кільце», введений пізніше Гільбертом, не зустрічався в роботі Дедекінда).
Дедекінд визначив ідеал як підмножину множини чисел, яка утворена цілими алгебраїчними числами, що задовольняють поліноміальним рівнянням з цілими коефіцієнтами.
Це поняття отримало подальший розвиток в роботах Гільберта і, особливо, Еммі Нетер.
Ідеали узагальнюють ідеальні числа Ернста Едуарда Куммера, які з'явилися в рамках спроби Куммера в 1843 році довести велику теорему Ферма.

### Гільберт
Давид Гільберт узагальнив алгебраїчну теорію чисел у трактаті Zahlbericht (дослівно «доповідь про числа») в 1897 році.
Він також розв'язав важливу проблему теорії чисел, сформульовану Ворингом в 1770 році.
Як і у випадку з теоремою про скінченність, він використав доведення існування розв'язків задачі, а не вказав спосіб для їх отримання. Після цього він опублікував дуже мало у цій тематиці. Але введення модулярних форм Гільберта в дисертації Отто Блюменталя зробило ім'я Гільберта ще більше пов'язаним з цією областю.
Він сформулював низку гіпотез у теорії полів класів.
Його концепції мали важливий вплив, і його особистий внесок продовжує жити в назвах «полів класів Гільберта» і «символу Гільберта» в локальній теорії полів класів.
Ці результати були в основному доведені 1930-х роках після публікації роботи Тейдзі Такагі.

### Артін
Еміль Артін сформулював закон взаємності Артіна в серії робіт (1924; 1927; 1930 рр.).
Цей закон є загальною теоремою в теорії чисел, яка утворює фундамент загальної теорії полів класів.
Термін «закон взаємності» відноситься до довгого ряду більш конкретних теоретичних тверджень теорії чисел, які він узагальнює: від квадратичного закону взаємності і законів взаємності Айзенштайна та Куммера до формули добутку Гільберта для символу Гільберта.
Результат Артіна дає частковий розв'язок дев'ятої проблеми Гільберта.

### Сучасна теорія
Приблизно у 1955 році японські математики Горо Шимура та Ютака Таніяма помітили можливий зв'язок між двома, здавалося б, абсолютно різними галузями математики — еліптичними кривими і модулярними формами.
Отримана теорема про модулярність (у той час відома як гіпотеза Таніями — Шимури) стверджує, що кожна еліптична крива є модулярною, а це означає, що вона може бути пов'язана з єдиною модулярною формою.
Спочатку вона була сприйнята скептично як маловірогідна або дуже спекулятивна, але була розглянута більш серйозно, коли спеціаліст в області теорії чисел Андре Вейль знайшов ознаки, що підтверджували цю гіпотезу, але не довів її; в результаті «вражаюча» гіпотеза стала називатися гіпотезою Таніями — Шимури — Вейля.
Вона стала частиною програми Ленглендса — переліку важливих гіпотез, що вимагають доведення або спростування.
У 1993—1994 роках Ендрю Джон Вайлс довів теорему про модулярність для напівстабільних еліптичних кривих, яка разом з теоремою Рібіта дає доведення останньої теореми Ферма.
Більшість математиків того часу вважали, що довести останню теорему Ферма і теорему про модулярність або неможливо, або майже неможливо, навіть з урахуванням новітніх досягнень.
Вайлс вперше анонсував своє доведення у червні 1993 року у версії, яка незабаром була визнана такою, що має серйозну помилку в ключовому місці.
Доведення було виправлене Вайлсом, частково в співпраці з Річардом Тейлором, і остаточна, загальноприйнята версія була прийнята до друку у вересні 1994 року і офіційно опублікована в 1995 році.
Доведення використовує багато методів алгебраїчної геометрії та теорії чисел, і має різноманітні розгалуження в цих галузях математики.
Також у доведенні використовуються стандартні конструкції сучасної алгебраїчної геометрії, такі як категорія схем, теорія Івасави та інші, недоступні Ферма, методи математики 20-го сторіччя.

## Основні поняття

### Відсутність єдиності факторизації
Важливою властивістю кільця цілих чисел є те, що воно задовольняє фундаментальній теоремі арифметики, яка стверджує, що кожне (додатне) ціле число можна представити у вигляді добутку простих чисел (факторизація), і таке представлення є єдиним з точністю до порядку множників.
Це твердження може бути хибним в кільці цілих чисел {\displaystyle O} алгебраїчного числового поля {\displaystyle \mathbb {K} }.
Простий елемент — це елемент {\displaystyle p} з кільця {\displaystyle O} такий, що якщо {\displaystyle p} є дільником добутку {\displaystyle a\cdot b}, то він є дільником хоча б одного з множників {\displaystyle a} або {\displaystyle b}.
Ця властивість тісно пов'язана з простими числами, оскільки будь-яке додатне ціле число, що задовольняє цій властивості, є або одиницею, або простим числом. Проте ця властивість строго слабша.
Наприклад, {\displaystyle -2} не є простим числом, оскільки воно від'ємне, але воно є простим елементом.
Якщо допускається факторизація на прості елементи, то навіть для цілих числах існують альтернативні факторизації, такі як
{\displaystyle 6=2\cdot 3=(-2)\cdot (-3).}
У загальному випадку, якщо {\displaystyle u} — дільник одиниці, тобто число з мультиплікативно оберненим в кільці {\displaystyle O}, і якщо {\displaystyle p} — простий елемент, то добуток {\displaystyle u\cdot p} також є простим елементом.
Такі числа {\displaystyle p} і {\displaystyle u\cdot p} називають асоціативними.
У множині цілих чисел прості числа {\displaystyle p} і {\displaystyle -p} є асоціативними, але лише одне з них — додатне.
Вимога, відповідно до якої прості числа були додатними, визначає єдиний простий елемент, обраний з множини асоціативних простих елементів.
Проте коли поле {\displaystyle \mathbb {K} } не включає раціональні числа, аналога додатності немає.
Наприклад, в множині цілих числах Гаусса {\displaystyle {\mathbb {Z} }[{\rm {i}}]} числа {\displaystyle 1+2{\rm {i}}} та {\displaystyle -2+{\rm {i}}} асоціативні, оскільки друге є добутком першого на уявну одиницю, але немає способу виокремити одне з них як більш канонічне за інше.
Це призводить до таких співвідношень як
{\displaystyle 5=(1+2{\rm {i}})(1-2{\rm {i}})=(2+{\rm {i}})(2-{\rm {i}}),}
які доводять, що в кільці {\displaystyle {\mathbb {Z} }[{\rm {i}}]} не є вірним твердження про єдиність факторизації з точністю до порядку множників.
З цієї причини є прийнятим означення факторизації, що використовується у факторіальному кільці.
У факторіальному кільці прості елементи, що зустрічаються у факторизації, є єдиними з точністю до оборотних елементів (дільників одиниці) та їх порядку.
Проте навіть при такому слабкому означенні багато кілець цілих чисел в алгебраїчних числових полях не допускають єдиної факторизації.
Існує алгебраїчна перешкода — група класів ідеалів.
Якщо група класів ідеалів тривіальна, то кільце є факторіальним кільцем.
В іншому випадку існує відмінність між простим елементом та незвідним елементом.
Незвідний елемент {\displaystyle x} — це такий елемент, що якщо має місце рівність {\displaystyle x=yz}, то елемент {\displaystyle y} або {\displaystyle z} є дільником одиниці.
Тобто це елементи, які не можуть бути розкладені на множники у будь-який інший спосіб.
Кожен елемент в кільці {\displaystyle O} допускає факторизацію на незвідні елементи, але таких факторизацій може бути декілька.
Це пов'язано з тим, що, хоча усі прості елементи є незвідними, деякі незвідні елементи можуть бути непростими.
Наприклад, розглянемо кільце {\displaystyle {\mathbb {Z} }[{\sqrt {-5}}]}.
У цьому кільці числа {\displaystyle 3}, {\displaystyle 2+{\sqrt {-5}}} та {\displaystyle 2-{\sqrt {-5}}} є незвідними.
Це означає, що число 9 має дві факторизації на незвідні елементи:
{\displaystyle 9=3^{2}={\big (}2+{\sqrt {-5}}{\big )}{\big (}2-{\sqrt {-5}}{\big )}.}
Дане співвідношення показує, що число {\displaystyle 3} є дільником добутку {\displaystyle {\big (}2+{\sqrt {-5}}{\big )}{\big (}2-{\sqrt {-5}}{\big )}}.
Якби число {\displaystyle 3} було простим елементом, то воно ділило б {\displaystyle 2+{\sqrt {-5}}} або {\displaystyle 2-{\sqrt {-5}}}, але це не так, тому що усі елементи, кратні {\displaystyle 3}, мають вигляд {\displaystyle 3a+3b{\sqrt {-5}}}.
Аналогічно, {\displaystyle 2+{\sqrt {-5}}} і {\displaystyle 2-{\sqrt {-5}}} ділять добуток {\displaystyle 3^{2}}, але жоден з цих елементів не є дільником числа {\displaystyle 3}, тому вони не є простими.
Оскільки не існує умови, за якої елементи {\displaystyle 3}, {\displaystyle 2+{\sqrt {-5}}} і {\displaystyle 2-{\sqrt {-5}}} можна зробити еквівалентними, то єдиної факторизація в кільці {\displaystyle {\mathbb {Z} }{\big [}{\sqrt {-5}}{\big ]}} не має.
На відміну від ситуації з дільниками одиниці, де єдиність факторизації можна виправити, послабивши означення, у загальному випадку подолання цієї перешкоди вимагає нових підходів.

### Факторизація за простими ідеалами
Якщо {\displaystyle I} — ідеал в кільці {\displaystyle O}, то завжди існує факторизація
{\displaystyle I={\mathfrak {p}}_{1}^{e_{1}}\cdots {\mathfrak {p}}_{t}^{e_{t}},}
де кожен {\displaystyle {\mathfrak {p}}_{i}} є простим ідеалом, і цей розклад єдиний з точністю до порядку множників.
Зокрема, це вірно, якщо {\displaystyle I} — головний ідеал, породжений єдиним елементом.
Це найбільш строгий сенс, в якому кільце цілих чисел загального числового поля допускає єдину факторизацію.
На мові теорії кілець це означає, що кільця цілих чисел є кільцями Дедекінда.
Якщо кільце {\displaystyle O} є факторіальним кільцем, то кожен простий ідеал породжується простим елементом.
В іншому випадку існують прості ідеали, які не породжуються простими елементами.
Наприклад, в кільці {\displaystyle {\mathbb {Z} }{\big [}{\sqrt {-5}}{\big ]}} ідеал {\displaystyle {\big (}2,1+{\sqrt {-5}}{\big )}} є простим ідеалом, який не може бути породжений одним елементом.
Історично ідеї факторизації ідеалів на прості ідеали передувало введення Ернстом Куммером ідеальних чисел.
Це числа, що належать полю {\displaystyle {\mathbb {E} }}, для якого поле {\displaystyle \mathbb {K} } є підполем.
Таке розширення поля тепер відоме як поле класів Гільберта.
Згідно теореми про головний ідеал, кожен простий ідеал кільця {\displaystyle O} породжує головний ідеал у кільці цілих чисел {\displaystyle E}.
Генератор цього головного ідеалу називається ідеальним числом.
Куммер використав це як заміну в кругових полях для яких факторизація не є єдиною.
Зрештою це привело Ріхарда Дедекінда до введення поняття, що було попередником ідеалів, і доведення єдиності факторизації ідеалів.
Ідеал, який є простим в кільці цілих чисел деякого числового поля, може не бути простим при розширені на більше числове поле.
Розглянемо, наприклад, прості числа.
Відповідні ідеали {\displaystyle p{\mathbb {Z} }} є простими ідеалами кільця {\displaystyle {\mathbb {Z} }}.
Проте при розширенні такого ідеалу на множину цілих чисел Гаусса отримуємо ідеал {\displaystyle p{\mathbb {Z} }[{\rm {i}}]}, який може бути простим, а може і не бути.
Наприклад, з факторизації {\displaystyle 2=(1+{\rm {i}})(1-{\rm {i}})} випливає, що
{\displaystyle 2{\mathbb {Z} }[{\rm {i}}]=(1+{\rm {i}}){\mathbb {Z} }[{\rm {i}}]\cdot (1-{\rm {i}}){\mathbb {Z} }[{\rm {i}}]=((1+{\rm {i}}){\mathbb {Z} }[{\rm {i}}])^{2};}
зауважимо, що оскільки {\displaystyle 1+{\rm {i}}=(1-{\rm {i}})\cdot {\rm {i}}}, то ідеали, породжені {\displaystyle 1+{\rm {i}}} та {\displaystyle 1-{\rm {i}}}, однакові.
Повну відповідь на питання про те, які ідеали залишаються простими у множині цілих числах Гаусса, дає теорема Ферма про суму двох квадратів.
З неї випливає, що для непарного простого числа {\displaystyle p}, {\displaystyle p{\mathbb {Z} }[{\rm {i}}]} є простим ідеалом, якщо {\displaystyle p\equiv 3}{\displaystyle ({\rm {mod}}\ 4)} і не є простим ідеалом, якщо {\displaystyle p\equiv 1}{\displaystyle ({\rm {mod}}\ 4)}.
Це, разом зі спостереженням, що ідеал {\displaystyle (1+{\rm {i}})Z[{\rm {i}}]} є простим, дає повний опис простих ідеалів у множині цілих чисел Гаусса.
Узагальнення цього простого результату на більш загальні кільця цілих чисел є основною проблемою алгебраїчної теорії чисел.
Теорія полів класів дає розв'язок цієї задачі, якщо поле {\displaystyle \mathbb {K} } є абелевим розширенням поля {\displaystyle {\mathbb {Q} }} (тобто розширенням Галуа з абелевою групою Галуа).

### Група класів ідеалів
Єдиність факторизації порушується тоді і тільки тоді, коли існують прості ідеали, які не є головними.
Об'єкт, який вимірює нездатність простих ідеалів бути головними, називається групою класів ідеалів.
Визначення групи класів ідеалів вимагає розширення множини ідеалів в кільці цілих алгебраїчних чисел так, щоб вони допускали групову структуру.
Це досягається шляхом узагальнення ідеалів на дробові ідеали.
Дробовий ідеал — це адитивна підгрупа {\displaystyle J} поля {\displaystyle {\mathbb {K} }}, замкнута при множенні на елементи кільця {\displaystyle O}, тобто {\displaystyle xJ\subseteq J}, якщо {\displaystyle x\in O}.
Усі ідеали кільця {\displaystyle O} також є дробовими ідеалами.
Якщо {\displaystyle I} і {\displaystyle J} — дробові ідеали, то множина {\displaystyle IJ} усіх добутків елементів з {\displaystyle I} і елементів з {\displaystyle J} також є дробовим ідеалом.
Ця операція перетворює множину ненульових дробових ідеалів на групу.
Одиниця групи є ідеалом {\displaystyle (1)=O}, а оборотним до {\displaystyle J} є (узагальнений) фактор-ідеал:
{\displaystyle J^{-1}=(O:J)=\{x\in {\mathbb {K} }\colon xJ\subseteq O\}.}
Головні дробові ідеали, тобто ідеали виду {\displaystyle Ox}, де {\displaystyle x\in {\mathbb {K} }^{\times }}, утворюють підгрупу групи усіх ненульових дробових ідеалів.
Фактор-групи ненульових дробових ідеалів за підгрупою є групою класів ідеалів.
Два дробові ідеали {\displaystyle I} і {\displaystyle J} представляють один і той же елемент групи класів ідеалів тоді і лише тоді, коли існує елемент {\displaystyle x\in {\mathbb {K} }} такий, що {\displaystyle xI=J}.
Тому група класів ідеалів робить два дробові ідеали еквівалентними, якщо один з них так само близький до головного, як і інший.
Група класів ідеалів зазвичай позначається як {\displaystyle \operatorname {Cl} {\mathbb {K} }}, {\displaystyle \operatorname {Cl} O} або {\displaystyle \operatorname {Pic} O} (останнє позначення ототожнює її з групою Пікарда в алгебраїчній геометрії).
Кількість елементів в групі класів називається номером класу поля {\displaystyle {\mathbb {K} }}. Номер класу поля {\displaystyle Q{\big (}{\sqrt {-5}}{\big )}} дорівнює {\displaystyle 2}.
Це означає, що існує тільки два класи ідеалів: клас головних дробових ідеалів і клас неголовних дробових ідеалів, таких як {\displaystyle {\big (}2,1+{\sqrt {-5}}{\big )}}.
Група класів ідеалів також має інший опис в термінології дивізорів.
Це формальні об'єкти, які представляють можливі факторизації чисел.
Група дивізорів {\displaystyle \operatorname {Div} {\mathbb {K} }} визначається як вільна абелева група, породжена простими ідеалами кільця {\displaystyle O}.
Існує гомоморфізм груп з {\displaystyle {\mathbb {K} }^{\times }} (ненульові елементи поля {\displaystyle {\mathbb {K} }} з точністю до множення) у групу {\displaystyle \operatorname {Div} {\mathbb {K} }}.
Припустимо, що {\displaystyle x\in {\mathbb {K} }} задовольняє наступним умовам
{\displaystyle (x)={\mathfrak {p}}_{1}^{e_{1}}\cdots {\mathfrak {p}}_{t}^{e_{t}}.}
Тоді {\displaystyle \operatorname {div} x} визначається як дивізор
{\displaystyle \operatorname {div} x=\sum _{i=1}^{t}e_{\rm {i}}[{\mathfrak {p}}_{\rm {i}}].}
Ядром {\displaystyle \operatorname {div} } є група дільників одиниці в кільці {\displaystyle O}, тоді як коядро — група класів ідеалів.
На мові гомологічної алгебри це означає, що існує точна послідовність абелевих груп (записаних мультиплікативно),
{\displaystyle 1\to O^{\times }\to K^{\times }{\overset {\operatorname {div} }{\rightarrow }}\operatorname {Div} K\to \operatorname {Cl} K\to 1.}

### Дійсні та комплексні вкладення
Деякі числові поля, такі як {\displaystyle {\mathbb {Q} }{\big (}{\sqrt {2}}{\big )}}, можуть бути визначені як підполя дійсних чисел.
Інші, такі як {\displaystyle {\mathbb {Q} }{\big (}{\sqrt {-1}}{\big )}}, не можуть.
Абстрактно така специфікація відповідає гомоморфізму поля {\displaystyle {\mathbb {K} }\to \mathbb {R} } або поля {\displaystyle {\mathbb {K} }\to \mathbb {C} }.
Вони називаються дійсними вкладеннями і комплексними вкладеннями, відповідно.
Дійсне квадратичне поле {\displaystyle {\mathbb {Q} }{\big (}{\sqrt {a}}{\big )}} з {\displaystyle a\in {\mathbb {Q} }}, {\displaystyle a>0} і {\displaystyle a} не є повним квадратом, називається так тому, що воно допускає два дійсні вкладення, але не допускає комплексних вкладень.
Існують гомоморфізми, які переводять {\displaystyle {\sqrt {a}}} відповідно в {\displaystyle {\sqrt {a}}} та в {\displaystyle {\sqrt {-a}}}.
У свою чергу, уявне квадратичне поле {\displaystyle {\mathbb {Q} }{\big (}{\sqrt {-a}}{\big )}} не допускає дійсних вкладень, але допускає пару комплексно спряжених вкладень.
Одне з цих вкладень переводить {\displaystyle {\sqrt {-a}}} в {\displaystyle {\sqrt {-a}}}, у той час як інше переводить елемент в комплексно спряжений до нього, {\displaystyle -{\sqrt {-a}}}.
Традиційно число дійсних вкладень поля {\displaystyle {\mathbb {K} }} позначається як {\displaystyle r_{1}}, а число пар комплексно спряжених вкладень — як {\displaystyle r_{2}}.
Сигнатурою деякого поля {\displaystyle {\mathbb {K} }} є пара {\displaystyle (r_{1},r_{2})}.
Існує теорема про те, що {\displaystyle r_{1}+2r_{2}=d}, де {\displaystyle d} — степінь поля {\displaystyle {\mathbb {K} }}.
Розглядаючи усі вкладення, їх визначає функція {\displaystyle M\colon {\mathbb {K} }\to \mathbb {R} ^{r_{1}}\oplus \mathbb {C} ^{r_{2}}}, або еквівалентно {\displaystyle M\colon {\mathbb {K} }\to \mathbb {R} ^{r_{1}}\oplus \mathbb {R} ^{2r_{2}}}, яка називається вкладенням Мінковського.
Підпростір кообласті, що фіксується комплексним спряженням, є дійсним векторним простором розмірності {\displaystyle d}, який називається простором Мінковського.
Оскільки вкладення Мінковського визначається гомоморфізмом полів, то множення елементів поля {\displaystyle {\mathbb {K} }} на елемент {\displaystyle x\in {\mathbb {K} }} відповідає множенню на діагональну матрицю у вкладенні Мінковського.
Скалярний добуток у просторі Мінковського відповідає сліду: {\displaystyle \langle x,y\rangle =\operatorname {Tr} (xy)}.
Образ кільця {\displaystyle O} при вкладенні Мінковського є {\displaystyle d}-мірною ґраткою.
Якщо {\displaystyle B} — базис цієї ґратки, то {\displaystyle \det B^{\rm {T}}B} — дискримінант кільця {\displaystyle O}.
Дискримінант позначається як {\displaystyle \Delta } або {\displaystyle D}.
Ко-об'єм образу кільця {\displaystyle O} дорівнює {\displaystyle {\sqrt {|\Delta |}}}.

### Місця
Дійсні та комплексні вкладення можна поставити в один ряд з дійсними ідеалами, адаптувавши підхід, що базується на нормуванні.
Розглянемо, наприклад, цілі числа.
Додатково до звичайної функції абсолютного значення {\displaystyle |\cdot |\colon {\mathbb {Q} }\to {\mathbb {R} }}, існують функції {\displaystyle p}-адичного абсолютного значення {\displaystyle |\cdot |_{p}\colon {\mathbb {Q} }\to {\mathbb {R} }}, визначені для кожного простого числа {\displaystyle p}, і які вимірюють подільність на {\displaystyle p}.
Теорема Островського стверджує, що це — всі можливі функції абсолютного значення над полем {\displaystyle {\mathbb {Q} }} (з точністю до еквівалентності).
Тому абсолютні значення є загальноприйнятою мовою для опису як дійсних вкладень поля {\displaystyle {\mathbb {Q} }}, так і простих чисел.
Місце (англ. place) алгебраїчного числового поля — це клас еквівалентності функцій абсолютного значення над полем {\displaystyle {\mathbb {K} }}.
Існує два типи місць.
Існує {\displaystyle {\mathfrak {p}}}-адичне абсолютне значення для кожного простого ідеалу з кільця {\displaystyle O}, і аналогічно як і {\displaystyle p}-адичне абсолютне значення воно є мірою подільності — такі місця називаються кінцевими.
Інший тип місць визначається за допомогою дійсного або комплексного вкладення поля {\displaystyle {\mathbb {K} }} і стандартною функцією абсолютного значення над полем {\displaystyle \mathbb {R} } або {\displaystyle \mathbb {C} }.
Це нескінченні місця.
Оскільки абсолютні значення не дозволяють розрізняти комплексне вкладення від його спряженого, то комплексне вкладення і спряжене до нього визначають одне і те ж саме місце.
Тому існує {\displaystyle r_{1}} дійсних місць і {\displaystyle r_{2}} комплексних.
Оскільки місця охоплюють прості числа, то місця іноді називають простими.
При цьому кінцеві місця називаються кінцевими дійсними, а нескінченні місця — нескінченними дійсними.
Якщо {\displaystyle v} — нормування, що відповідає абсолютному значенню, то часто записують {\displaystyle v\mid \infty } для позначення, що {\displaystyle v} є нескінченним місцем, та {\displaystyle v\nmid \infty } — для позначення, що {\displaystyle v} є кінцевим місцем.
Розгляд усіх місць поля разом приводить до поняття кільця аделей числового поля.
Кільце аделей дозволяє одночасно відстежувати усі доступні значення, використовуючи абсолютні величини.
Це дає значні переваги в ситуаціях, коли поведінка в одному місці може впливати на поведінку в інших місцях, як у законі взаємності Артіна.

### Геометрична інтерпретація місць на нескінченності
Існує геометрична аналогія для місць на нескінченності, яка справедлива для функціональних полів кривих.
Наприклад, нехай {\displaystyle k=\mathbb {F} _{q}} і {\displaystyle X/k} — гладка, проєктивна, алгебраїчна крива.
Тоді поле функцій {\displaystyle {\mathbb {F} }=k(X)} має безліч абсолютних значень, або місць, і кожне з них відповідає точці на кривій.
Якщо {\displaystyle X} є проєктивним доповненням афінної кривої, то
{\displaystyle {\hat {X}}\subset \mathbb {A} ^{n},}
а точки в
{\displaystyle X-{\hat {X}}}
відповідають місцям на нескінченності.
Тоді доповнення поля {\displaystyle {\mathbb {F} }} в одній з цих точок дає аналог {\displaystyle p}-адики.
Наприклад, якщо {\displaystyle X=\mathbb {P} ^{1}}, то його поле функцій ізоморфно до {\displaystyle k(t)}, де {\displaystyle t} — змінна, а {\displaystyle {\mathbb {F} }} — поле функцій відношення многочленів від {\displaystyle t}.
Тоді місце {\displaystyle v_{p}} в точці {\displaystyle p\in X} визначає порядок збіжності до нуля або порядок полюса функції відношення многочленів {\displaystyle p(x)/q(x)} в точці {\displaystyle p}.
Наприклад, якщо {\displaystyle p=[2:1]}, то на афінній кривій точка {\displaystyle x_{1}\neq 0} відповідає точці {\displaystyle 2\in \mathbb {A} ^{1}}, а нормування {\displaystyle v_{2}} вимірює різницю порядків збіжності до нуля многочленів {\displaystyle p(x)} та {\displaystyle q(x)} у точці {\displaystyle 2}.
Доповнення в місці {\displaystyle v_{2}} є полем функцій {\displaystyle k((t-2))} — полем степеневих рядів відносно змінної {\displaystyle t-2}, елемент якого має вигляд
{\displaystyle a_{-k}(t-2)^{-k}+\cdots +a_{-1}(t-1)^{-1}+a_{0}+a_{1}(t-2)+a_{2}(t-2)^{2}+\cdots =\sum _{n=-k}^{\infty }a_{n}(t-2)^{n}}
для деякого {\displaystyle k\in \mathbb {N} }.
Для місця на нескінченності це відповідає полю функцій {\displaystyle k((1/t))}, елементами якого є степеневі ряди вигляду
{\displaystyle \sum _{n=-k}^{\infty }a_{n}(1/t)^{n}.}

### Дільники одиниці
Цілі числа мають лише два дільники одиниці: {\displaystyle 1} і {\displaystyle -1}, але у інших кільцях цілих чисел їх може бути і більше.
Наприклад, поле цілих чисел Гаусса має чотири дільника одиниці: два попередніх, а також {\displaystyle \pm {\rm {i}}}.
У полі цілих чисел Ейзенштейна {\displaystyle {\mathbb {Z} }[\exp(2\pi {\rm {i}}/3)]} існує шість дільників одиниці.
Цілі числа в полях дійсних квадратичних чисел мають нескінченно багато дільників одиниці.
Наприклад, у полі {\displaystyle {\mathbb {Z} }{\big [}{\sqrt {3}}{\big ]}} кожний степінь {\displaystyle 2+{\sqrt {3}}} є дільником одиниці, і усі ці степені різні.
У загальному випадку група дільників одиниці кільця {\displaystyle O}, що позначається як {\displaystyle O^{\times }}, є скінченно породженою абелевою групою.
З фундаментальної теореми про скінченно породжені абелеві групи випливає, що вона є прямою сумою частини з крученням і вільної частини.
Якщо інтерпретувати це в контексті числового поля, то частини з крученням складаються з коренів дільників одиниці, що лежать в кільці {\displaystyle O}.
Ця група циклічна.
Вільна частина описується теоремою Діріхле про оборотні елементи (дільники одиниці).
З теореми випливає, що ранг вільної частини рівний {\displaystyle r_{1}+r_{2}-1}.
Так, наприклад, єдиними полями, для яких ранг вільної частини дорівнює нулю, є поле {\displaystyle {\mathbb {Q} }} та уявні квадратичні поля.
Більш точне твердження визначає структуру {\displaystyle O^{\times }\otimes {\mathbb {Q} }} як модуль Галуа для групи Галуа поля {\displaystyle {\mathbb {K} }/{\mathbb {Q} }}.
Вільна частина одиничної групи може бути досліджена за допомогою нескінченних місць поля {\displaystyle {\mathbb {K} }}.
Розглянемо функцію
{\displaystyle {\begin{cases}L\colon {\mathbb {K} }^{\times }\to \mathbb {R} ^{r_{1}+r_{2}},\\L(x)=(\log |x|_{v})_{v},\end{cases}}}
{\displaystyle v} пробігає нескінченні місця поля {\displaystyle {\mathbb {K} }}, а {\displaystyle |\cdot |_{v}} — абсолютне значення, пов'язане з {\displaystyle v}.
Функція {\displaystyle L} є гомоморфізмом з групи {\displaystyle {\mathbb {K} }^{\times }} в дійсний векторний простір.
Можна показати, що образ поля {\displaystyle {\mathbb {O} }^{\times }} є ґраткою гіперплощини, яка визначається рівнянням {\displaystyle x_{1}+\dots +x_{r_{1}+r_{2}}=0}.
Ко-об'єм цієї ґратки є регулятором числового поля.
Одне зі спрощень, що стало можливим завдяки поняття аделічного кільця, полягає в тому, що існує єдиний об'єкт, аделічна група класів, який описує коефіцієнт цих ґраток та групу класів ідеалів.

### Дзета-функція
Дзета-функція Дедекінда числового поля, аналог дзета-функції Рімана, — це аналітичний об'єкт, що описує поведінку простих ідеалів в полі {\displaystyle {\mathbb {K} }}.
Якщо поле {\displaystyle {\mathbb {K} }} є абелевим розширенням поля {\displaystyle {\mathbb {Q} }}, то дзета-функції Дедекінда є добутками {\displaystyle L}-функцій Діріхле, причому на кожен символ Діріхле припадає один множник.
Тривіальний символ відповідає дзета-функції Рімана.
Якщо поле {\displaystyle {\mathbb {K} }} є розширенням Галуа, то дзета-функція Дедекінда є {\displaystyle L}-функцією Артіна регулярного представлення групи Галуа над полем {\displaystyle {\mathbb {K} }}, і вона допускає факторизацію у термінах незвідних представлень Артіна групи Галуа.
Дзета-функція пов'язана з іншими описаними вище інваріантами за допомогою формули кількості класів.

### Локальні поля
Повнота числового поля {\displaystyle {\mathbb {K} }} в місці {\displaystyle w} визначає повне поле.
Якщо нормування є архімедовим, то отримуємо поле {\displaystyle {\mathbb {R} }} або поле {\displaystyle {\mathbb {C} }}, а якщо нормування не є архімедовим і визначається простим числом {\displaystyle p} над полем раціональних чисел, то отримуємо скінченне розширення {\displaystyle {\mathbb {K} }_{w}/{\mathbb {Q} }_{p}}: повне, дискретно значне поле зі скінченним полем залишків.
Цей процес спрощує арифметику поля і дозволяє досліджувати проблеми локально.
Наприклад, теорема Кронекера — Вебера може бути легко отримана з аналогічного локального твердження.
Філософія, що лежить в основі дослідження локальних полів, значною мірою мотивована геометричними методами.
У алгебраїчній геометрії загально прийнято вивчати многовиди локально в точці шляхом локалізації до максимального ідеалу.
Глобальна інформація потім може бути відновлена шляхом склеювання локальних даних.
Такий підхід є стандартним в алгебраїчній теорії чисел.
Якщо в кільці цілих алгебраїчних чисел у числовому полі задане просте число, то бажано дослідити це поле локально для цього простого числа.
Тому кільце цілих алгебраїчних чисел спочатку локалізують до простого числа, а вже потім доповнюють поле часток, використовуючи геометричні ідеї.

## Основні результати

### Скінченність групи класів
Одним з класичних результатів у алгебраїчній теорії чисел є те, що група класів ідеалів алгебраїчного числового поля {\displaystyle {\mathbb {K} }} є скінченною.
Це наслідок з теореми Мінковського, оскільки існує лише скінченна кількість дробових ідеалів з нормою менше фіксованого цілого додатного числа.
Порядок класу групи називається номером класу і часто позначається буквою {\displaystyle h}.

### Теорема Діріхле про оборотні елементи
Теорема Діріхле про оборотні елементи дає опис структури мультиплікативної групи оборотних елементів {\displaystyle O^{\times }} кільця цілих чисел {\displaystyle O}.
Зокрема, вона стверджує, що група {\displaystyle O^{\times }} ізоморфна групі {\displaystyle G\times \mathbb {Z} ^{r}}, де {\displaystyle G} — скінченна циклічна група, що складається з усіх коренів дільника одиниці в кільці {\displaystyle O}, а {\displaystyle r=r_{1}+r_{2}-1} (де {\displaystyle r_{1}} (відповідно, {\displaystyle r_{2}}) означає кількість дійсних вкладень (відповідно, пар комплексно спряжених вкладень) в полі {\displaystyle {\mathbb {K} }}).
Іншими словами, {\displaystyle O^{\times }} — це скінченнопороджена абелева група рангу {\displaystyle r_{1}+r_{2}-1}, частина з крученням якої складається з коренів дільника одиниці в кільці {\displaystyle O}.

### Закони взаємності
У термінах символу Лежандра, закон квадратичної взаємності для додатних непарних чисел стверджує:
{\displaystyle \left({\frac {p}{q}}\right)\left({\frac {q}{p}}\right)=(-1)^{{\frac {p-1}{2}}{\frac {q-1}{2}}}.}
Закон взаємності є узагальненням квадратичного закону взаємності.
Існує декілька різних способів запису законів взаємності.
Ранні закони взаємності, сформульовані ще в 19 столітті, зазвичай записувалися в термінах символу степеневого залишку {\displaystyle (p/q)} і узагальнювали квадратичний символ взаємності, який описує, коли просте число є залишком {\displaystyle n}-го степеня за модулем іншого простого, і визначає зв'язок між {\displaystyle (p/q)} і {\displaystyle (q/p)}.
Гільберт переформулював закони взаємності наступним чином: добуток {\displaystyle p} символів Гільберта {\displaystyle (a,b/p)}, які є значеннями коренів з одиниці, дорівнює {\displaystyle 1}. Переформульований Артіном закон взаємності стверджує, що символ Артіна від ідеалів до елементів групи Галуа є тривіальним у певній підгрупі.
Деякі дещо пізніші узагальнення виражають закони взаємності, використовуючи когомологію груп або представлення аделічних груп або алгебраїчних {\displaystyle K}-груп, і їх взаємозв'язок з початковим квадратичним законом взаємності важко побачити.

### Формула номера класу
Формула номера класу пов'язує багато важливих інваріантів числового поля з особливим значенням його дзета-функції Дедекінда.

## Суміжні області
Алгебраїчна теорія чисел взаємодіє з багатьма іншими математичними дисциплінами.
Вона використовує інструменти з гомологічної алгебри.
Через аналогію полів функцій і полів чисел вона спирається на методи та ідеї з алгебраїчної геометрії.
Більше того, вивчення схем у вищих розмірностях над полем {\displaystyle {\mathbb {Z} }} замість кілець чисел називається арифметичною геометрією.
Алгебраїчна теорія чисел також використовується при вивченні арифметичних гіперболічних 3-вимірних многовидів.

## Додаткова література